# 潤泰松山車站大樓
潤泰松山車站大樓是位於臺灣臺北市松山車站的共構大樓群（聯合開發設施），由臺灣鐵路管理局以BOT模式（設定地上權）委託潤泰企業集團投資開發。2013年4月動工，2015年10月31日落成啟用。
潤泰松山車站大樓主要做為松山車站的附屬商場（CITYLINK松山壹號店）、以及出租商辦使用。台灣多家企業將總部設置於此，其中全球人壽集團將旗下公司遷入，租用的樓層多達8層，成為該大樓最大的租戶之一。A棟17樓到21樓則由國賓大飯店關係企業意舍酒店進駐承租。

## 諸元

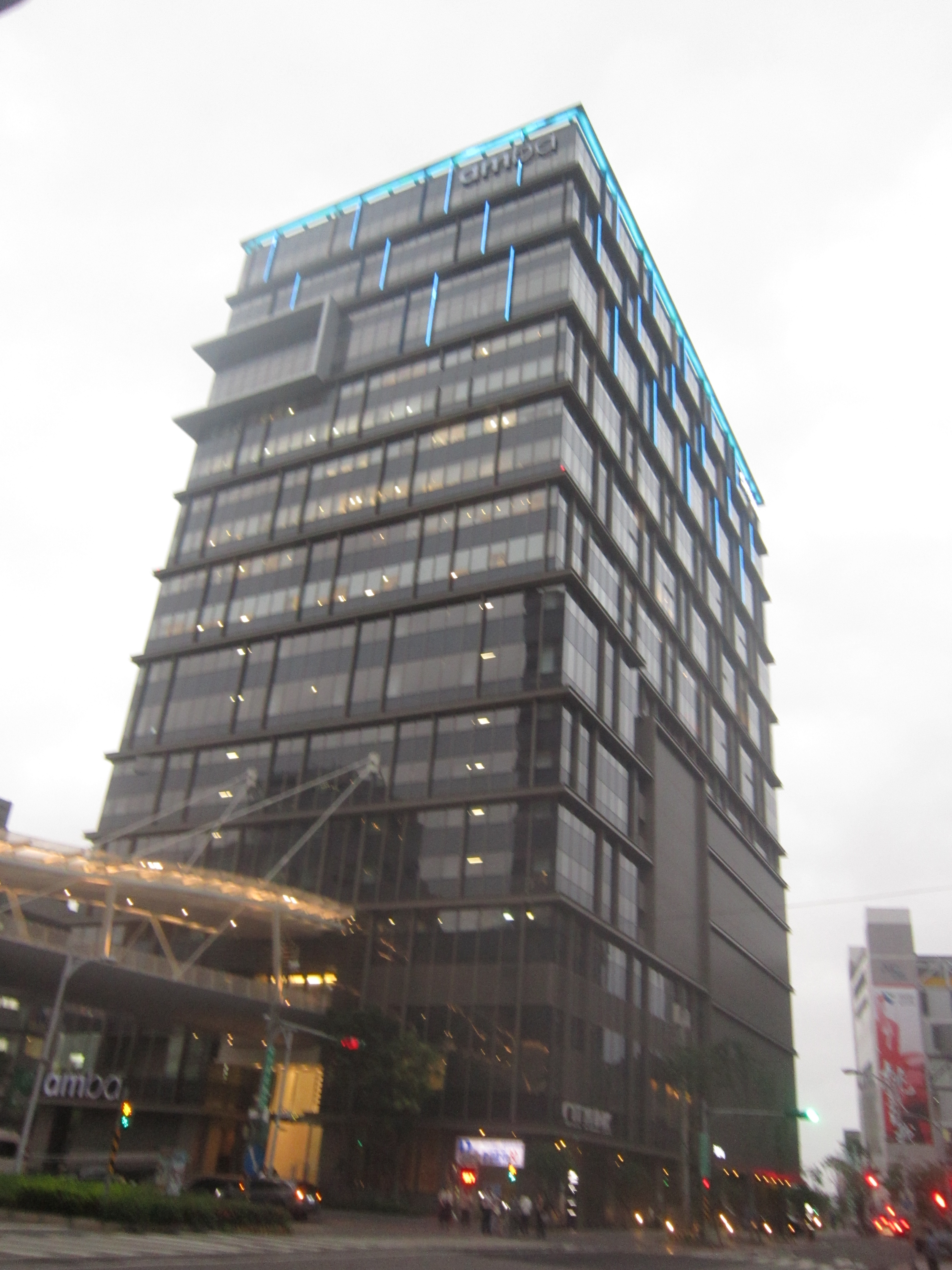
潤泰松山車站大樓多目標棟（A棟）

- 範圍：於原松山車站位置，整體基地範圍涵蓋面積達34,478.87㎡（交1～交4面積27,599.29㎡、轉運站面積6,879.58㎡）。北鄰八德路、南靠松隆路，現有鐵路用地上。

- 松山車站主體大樓(即車站、多目標棟兩棟，此即為潤泰松山車站大樓，其中潤泰百益管理當局將原多目標棟改稱A棟大樓、原車站棟改稱B棟大樓)
  - 地面主體建築：[6]

## 主要租戶
潤泰松山車站大樓的主要租戶包括了：

### A棟
- 日商艾鳴網路遊戲股份有限公司台灣分公司
- 台灣理光股份有限公司
- 香港商台灣智威湯遜廣告有限公司台灣分公司
- 台灣快桅股份有限公司
- 台灣丹馬士環球物流股份有限公司
- 西華藝室內設計顧問有限公司
- 津華設計有限公司
- 台灣田邊製藥股份有限公司
- 台田藥品股份有限公司

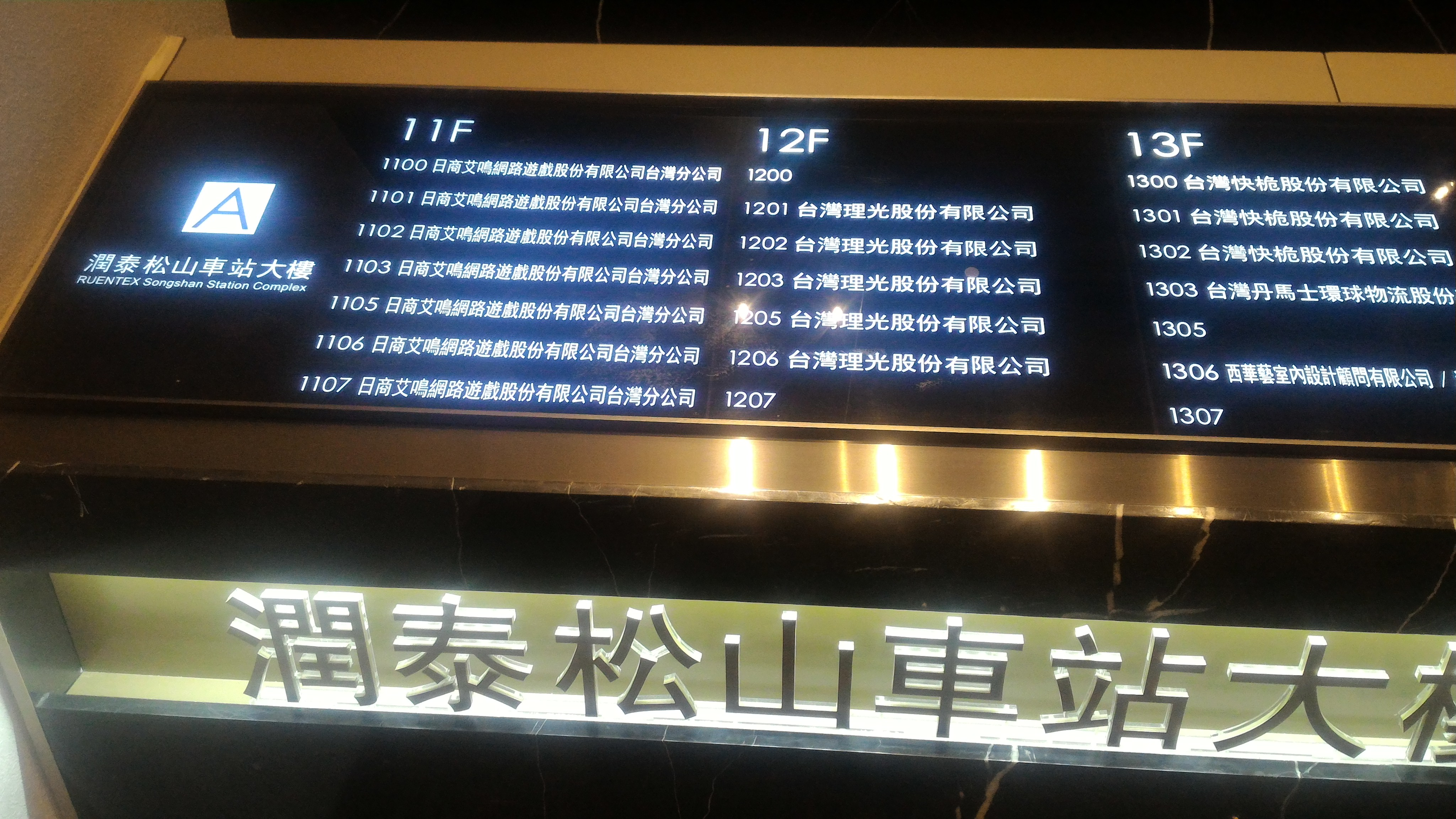
潤泰松山車站大樓A棟 11F到13F 公司行號牌

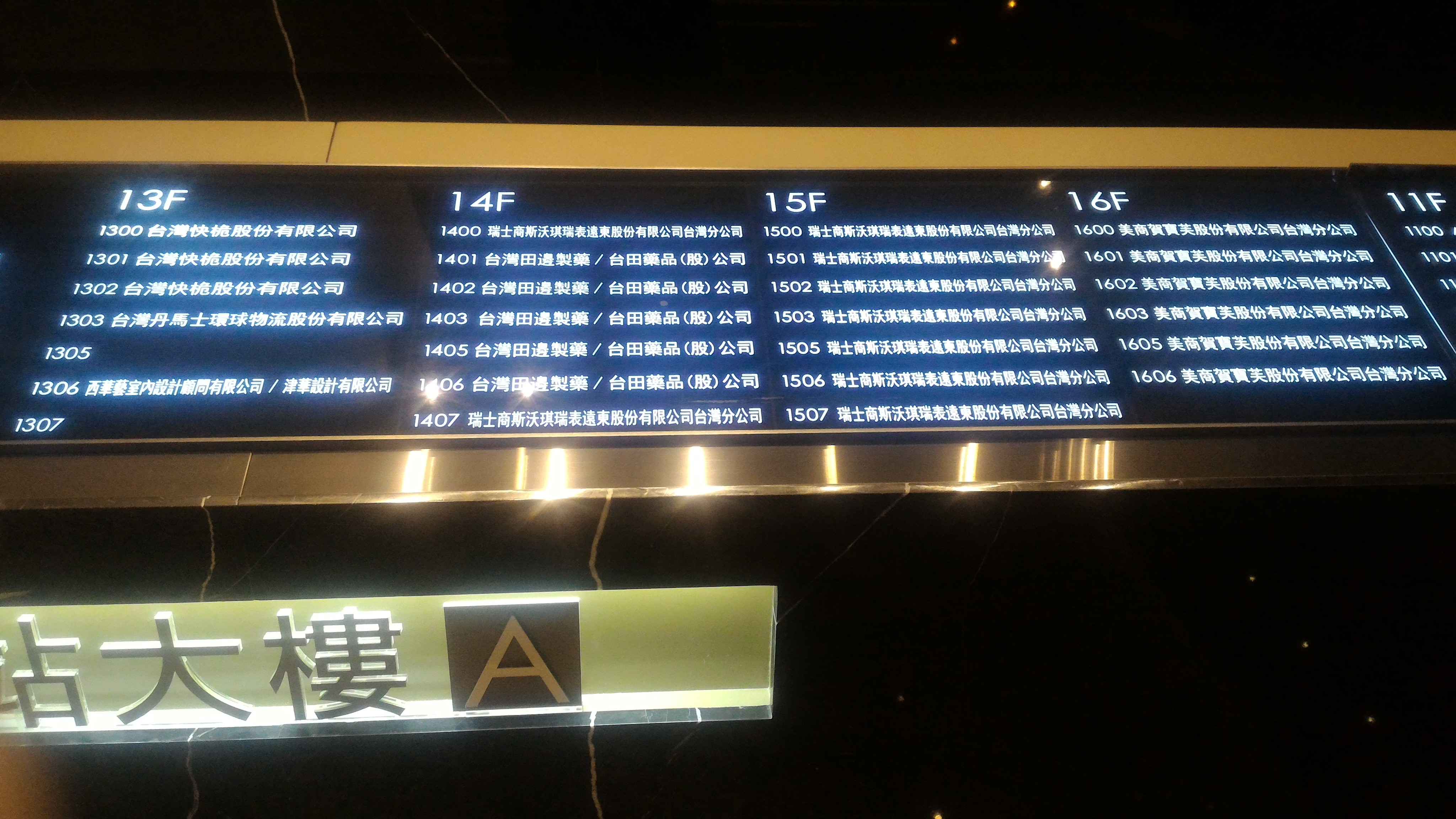
潤泰松山車站大樓A棟 13F到16F 公司行號

- 瑞士商斯沃琪瑞表遠東股份有限公司台灣分公司
- 美商賀寶芙股份有限公司台灣分公司
- 偉士德誠股份有限公司
- 台北松山意舍酒店

### B棟
- 美孚集團總部
- 美孚建設股份有限公司
- 美孚營造工程股份有限公司
- 美孚設備工程股份有限公司
- 全球人壽總部
- 全球國際保險代理人股份有限公司
- 瑞聯全球證券投資顧問股份有限公司
- 秋雨三樂股份有限公司
- 秋雨創新股份有限公司總部
- 秋雨創新股份有限公司印前中心
- 日商艾克斯遊戲股份有限公司台灣分公司
- 香港商法蘭克福新時代傳媒有限公司分灣分公司
- 香港商法蘭克福展覽有限公司台灣分公司
- 傳奇網路遊戲股份有限公司
- 智同科技股份有限公司
- 香港商索思未來亞太科技有限公司台灣分公司
- 信傳媒
- 誠傳播
- 人誠投資

## 樓層配置
| 使用樓層        | 承租者 |
| --------------- | --- |
| A棟 地上17-21樓 | A棟飯店 amba Taipei Songshan台北松山意舍酒店 |
| A棟 地上16樓    | A棟辦公室 美商賀寶芙股份有限公司台灣分公司 |
| A棟 地上15樓    | A棟辦公室 瑞士商斯沃琪瑞表遠東股份有限公司台灣分公司 |
| A棟 地上14樓    | A棟辦公室 瑞士商斯沃琪瑞表遠東股份有限公司台灣分公司 台灣田邊製藥股份有限公司 台田藥品股份有限公司                                                                                      |
| A棟 地上13樓    | A棟辦公室 台灣快桅股份有限公司 台灣丹馬士環球物流股份有限公司 西華藝室內設計顧問有限公司 津華設計有限公司 香港商台灣智威湯遜廣告有限公司台灣分公司 心先溝通 奧維思 偉士德誠股份有限公司 |
| A棟 地上12樓    | A棟辦公室 台灣理光股份有限公司 香港商台灣智威湯遜廣告有限公司台灣分公司心先溝通 奧維思                                                                                                  |
| A棟 地上11樓    | A棟辦公室 日本商艾鳴網路遊戲股份有限公司台灣分公司 |
| A棟 地上3-9樓   | A棟CITYLINK停車場 CITYLINK停車場 |

| 使用樓層        | 承租者 |
| --------------- | --- |
| B棟 地上11-17樓 | B棟辦公室 全球人壽保險股份有限公司總公司 |
| B棟 地上10樓    | B棟辦公室 智同科技股份有限公司 |
| B棟 地上9樓     | B棟辦公室 秋雨創新股份有限公司 （印前中心） 瑞聯全球證券投資顧問股份有限公司 中華民國棒球協會 亞洲棒球總會 美孚建設股份有限公司 美孚營造工程股份有限公司 美孚設備工程股份有限公司 全球國際保險代理人股份有限公司 秋雨三樂股份有限公司 信傳媒 BFIP |
| B棟 地上8樓     | B棟辦公室 日商艾克斯遊戲股份有限公司台灣分公司 香港商法蘭克福新時代傳媒有限公司台灣分灣分公司 香港商法蘭克福展覽有限公司台灣分公司 香港商索思未來亞太科技有限公司台灣分公司 日本富士通香港商富士通電子亞太有限公司臺灣分公司                      |
| B棟 地上5-7樓   | B棟辦公室 傳奇網路遊戲股份有限公司 |
| B棟 地上4樓     | B棟辦公室 全球人壽保險股份有限公司總公司 |
| B棟 地上3樓     | 辦公室大廳 藝文空間 辦公室大廳 藝文空間 |
| B棟 地上2樓     | 車站棟商場 CITYLINK松山店 服飾 |
| B棟 地上1樓     | 出入口 CITYLINK松山店 |

### 設施
- 320個（地上7樓-10樓）汽車停車位委託日月亭股份有限公司[7]經營。

## 大樓週邊
- 松山車站
- CITYLINK 松山店（位於本站1、2樓）
- 慈濟臺北東區聯絡處
- 人間福報社
- 佛光山台北道場
- 台北市立圖書館松山分館
- 松山區行政中心
- 松山市場
- 饒河街觀光夜市
- 五分埔成衣商圈
- 松山慈祐宮
- 松山轉運站
- 松山慈祐宮圖書館虎林本館
- 松山慈祐宮圖書館八德分館
- 松山國小
- 松山國小地下停車場
- 永吉國中
- 永春國小
- 八德立體停車場
- 松山車站地下停車場
- 首都大飯店－松山館
- YouBike站點：
  - 松山車站
  - 五常公園站
  - 八德中坡路口站
  - 饒河夜市站
  - 捷運後山埤站(1號出口)站
  - 永吉松信路口站
- 台北捷運後山埤站（由東出口沿著中坡北路右轉忠孝東路五段）
- 錫口碼頭
- 南港運動中心
- amba台北松山意舍酒店(由東出口出站後至對面大樓1樓搭乘酒店專屬電梯前往)
- 交四廣場

## 交通
臺灣鐵路縱貫線的松山車站與車站大樓地下層共構，其地下1樓直接就有入口連結松山車站的地下穿堂。除此之外也是台北捷運 松山新店線、 松山線松山車站，但與潤泰松山車站大樓之間仍然屬於步行可及的距離之內，且沿路都有地下通道連結，整體的公共運輸服務機能非常完善。

## 外部連結
- 公司單位的網站
  - （繁體中文）（英文） 全球人壽 （页面存档备份，存于）
  - （繁體中文） 台灣理光 （页面存档备份，存于）
  - （繁體中文）（日語）（英文） 傳奇網路
  - （繁體中文）（日語）（英文） 艾鳴網路遊戲 （页面存档备份，存于）
  - （繁體中文）（简体中文）（日語）（英文）（葡萄牙文）（波兰語）（法文）（西班牙文） 智威湯遜廣告 （页面存档备份，存于）
  - （繁體中文）（简体中文）（日語）（英文）（葡萄牙文）（越南文）（法文）（西班牙文）（土耳其文）（俄文）（乌克兰語） 快桅 （页面存档备份，存于）